# Vlahovići, Kolašin
Vlahovići este un sat din comuna Kolašin, Muntenegru. Conform datelor de la recensământul din 2003, localitatea are 139 de locuitori (la recensământul din 1991 erau 158 de locuitori).

## Demografie
În satul Vlahovići locuiesc 109 persoane adulte, iar vârsta medie a populației este de 41,2 de ani (42,0 la bărbați și 40,4 la femei). În localitate sunt 40 de gospodării, iar numărul mediu de membri în gospodărie este de 3,48.
|  |

| Demografie | Demografie | Demografie |
| An         | Locuitori  | Locuitori  |
| ---------- | ---------- | ---------- |
|            |            |            |
|            |            |            |
|            |            |            |
|            |            |            |
| 1948       | 223        |            |
| 1953       | 314        |            |
| 1961       | 350        |            |
| 1971       | 330        |            |
| 1981       | 264        |            |
| 1991       | 158        | 158        |
| 2003       | 140        | 139        |

| \| Componența etnică conform recensământului din 2003[2] \| Componența etnică conform recensământului din 2003[2] \| Componența etnică conform recensământului din 2003[2] \| Componența etnică conform recensământului din 2003[2] \| Componența etnică conform recensământului din 2003[2] \| \| ----------------------------------------------------- \| ----------------------------------------------------- \| ----------------------------------------------------- \| ----------------------------------------------------- \| ----------------------------------------------------- \| \| \| \| \| \| \| \| Muntenegreni \| Muntenegreni \| \| 92 \| 66,18% \| \| Sârbi \| Sârbi \| \| 47 \| 33,81% \| \| necunoscută \| necunoscută \| \| 0 \| 0% \| |              |  |    |        |
| Componența etnică conform recensământului din 2003 |              |  |    |        |
| |              |  |    |        |
| Muntenegreni | Muntenegreni |  | 92 | 66,18% |
| Sârbi | Sârbi        |  | 47 | 33,81% |
| necunoscută | necunoscută  |  | 0  | 0%     |